# نینبوتل
نینبوتل (به آلمانی: Nienbüttel) یک شهر در آلمان است که در اشتاینبورگ واقع شده‌است. نینبوتل ۱۴۸ نفر جمعیت دارد.